# Щукарев, Николай Васильевич
Николай Васильевич Щукарев (1826—1886) — генерал-лейтенант Русской императорской армии, военный инженер, начальник 3-го отделения главного инженерного управления.

## Биография
Родился 24 мая (5 июня) 1826 года в Санкт-Петербургской губернии и воспитывался в кондукторских ротах учебного морского рабочего экипажа, откуда был выпущен 30 сентября 1846 года прапорщиком в корпус инженеров военных поселений и 7 октября того же года назначен в главное управление этого корпуса, в котором прослужил восемь лет.
Назначенный 10 сентября 1854 года помощником столоначальника департамента военных поселений, Щукарев, по присоединении в 1857 году корпуса военных поселений к инженерному корпусу, был переименован в военные инженеры и назначен штатным офицером чертёжной инженерного департамента.
Будучи ещё в чине штабс-капитана, 29 января 1863 года Н. В. Щукарев был назначен на должность помощника начальника казарменного отделения и вслед за тем произведён в капитаны, а четыре года спустя, 17 января 1867 года, был назначен исправляющим должность начальника 3-го отделения главного инженерного управления.
16 апреля 1867 года он был произведён в подполковники, а 17 апреля 1870 года в полковники, с утверждением в занимаемой должности, в которой оставался до выхода в отставку. Пять лет спустя он был произведен в генерал-майоры.
Расстроенное здоровье побудило его просить об отставке, и 1 ноября 1884 года он был произведён в генерал-лейтенанты и уволен от воинской службы «с мундиром и с пенсией полного оклада».
Умер 17 (29) марта 1886 года в Санкт-Петербурге. Похоронен на Волковском православном кладбище (по-видимому, вместе с женой Ольгой Павловной и сыном Александром Николаевичем Щукаревым).
После него осталась замечательная для того времени театральная библиотека.

## Награды
- орден Св. Станислава 3-й ст. (1861)
- орден Св. Анны 2-й ст. (1872)
- орден Св. Владимира 3-й ст. (30.08.1875)
- орден Св. Станислава 1-й ст. ((15.05.1883))

## Источник
- Щукарев, Николай Васильевич // Русский биографический словарь : в 25 томах. — СПб.—М., 1896—1918.
- Щукарев Николай Васильевич // Список генералам по старшинству. Испр. по 1-е ноября 1882. — С. 950.